# 志賀本通駅
志賀本通駅（しがほんどおりえき）は、愛知県名古屋市北区志賀本通2丁目にある、名古屋市営地下鉄名城線の駅である。駅番号はM10。アクセントカラーは水色。

## 歴史
- 1971年（昭和46年）12月20日：開業。
- 2020年（令和2年）10月5日：可動式ホーム柵使用開始[2]。

## 駅構造
相対式ホーム2面2線を有する地下駅で可動式ホーム柵が設置されている。
当駅は、名城線北部駅務区栄管区駅が管轄している。

### のりば
| ホーム | 路線            | 方向   | 行先                   |
| ------ | --------------- | ------ | ---------------------- |
| 1      | 名城線・ 名港線 | 左回り | 栄・金山・名古屋港方面 |
| 2      | 名城線          | 右回り | 大曽根・本山方面       |

## 利用状況
2019年（令和元年）度の1日当たり平均乗客数は7,291人である。
利用者の多い2つの駅（黒川駅・平安通駅）に挟まれているせいか、あまり当駅の知名度は高くない。また、他の地下鉄の路線との乗り換えは出来ず、接続する市バスの路線も少ないため、利用者は地元の住民が大半を占める。

## 駅周辺
- 城東町通商店街
- 名古屋北郵便局
- 名古屋若葉通郵便局
- DCM 瑠璃光店
- マックスバリュ 若葉通店
- ナフコトミダ 瑠璃光店
- ヤマナカ 清水店
- フィール 黒川東店
- V・drug 瑠璃光店
- コスプレスタジオ：Reve・レーヴ（米常商事第三ビル内に出店。）
- 環状線（名古屋市道名古屋環状線）
- 防衛道路（愛知県道102号名古屋犬山線）

## バス路線
地下鉄と並行しているため、経由する系統は少ない。
名古屋市営バス「志賀本通」バス停
- 名駅15：名古屋駅 - 志賀本通 - 茶屋ヶ坂

名古屋市営バス「若葉通」バス停
- 名駅15：名古屋駅 - 若葉通 - 茶屋ヶ坂
- 栄12：栄 - 若葉通 - 安井町西

## 隣の駅
名古屋市営地下鉄
 名城線
黒川駅 (M09) - 志賀本通駅 (M10) - 平安通駅 (M11)